# August Olsen
August Olsen (født 24. august 1894) var en dansk atlet medlem af Horsens forenede Sportsklubber. Han blev 1917 Horsens første Danmarksmester..

## Danske mesterskaber
- Sølv 1929 Diskoskast 38,10
- Sølv 1928 Diskoskast 37,42
- Bronze 1928 Hammerkast 43,27
- Guld 1927 Hammerkast 43,30
- Sølv 1926 Hammerkast 42,73
- Sølv 1925 Hammerkast 45,62
- Bronze 1923 Hammerkast 40,16
- Bronze 1922 Hammerkast ?
- Sølv 1921 Hammerkast 42,32
- Sølv 1920 Hammerkast 39,11
- Sølv 1919 Hammerkast 41,51
- Guld 1917 Hammerkast 40,39
- Bronze 1916 Hammerkast 37,34

## Personlige rekorder
- Hammerkast: 46,31 10 august 1925 København
- Diskoskast: 41,53 14 maj 1922 Horsens
- Spydkast: 58,13 6.august 1922 Kolding